# ويتني (دائرة انتخابية في المملكة المتحدة)
ويتني (بالإنجليزية: Witney)‏ هي إحدى الدوائر الانتخابية في المملكة المتحدة الممثلة في مجلس العموم في برلمان المملكة المتحدة.
عضو البرلمان الذي يمثلها حالياً هو :Rt Hon David Cameron (Con).